# ميلتون إس. هيرشي
ميلتون إس. هيرشي (بالإنجليزية: Milton S. Hershey) هو رائد أعمال أمريكي، ولد في 13 سبتمبر 1857 في Derry Township, Dauphin County, Pennsylvania ‏ في الولايات المتحدة، وتوفي في 13 أكتوبر 1945 في هرشي في الولايات المتحدة بسبب ذات الرئة.

## وصلات خارجية
- ميلتون إس. هيرشي على موقع الموسوعة البريطانية (الإنجليزية)
- ميلتون إس. هيرشي على موقع إن إن دي بي (الإنجليزية)